# Pastrengo
Pastrengo là một đô thị ở tỉnh Verona trong vùng Veneto của Ý, có cự ly khoảng 120 km về phía tây của Venice và khoảng 15 km về phía tây bắc của Verona. Tại thời điểm ngày 31 tháng 12 năm 2004, đô thị này có dân số 2.486 người và diện tích là 9,0 km².
Đô thị Pastrengo có các frazione (đơn vị trực thuộc) Piovezzano.
Pastrengo giáp các đô thị: Bardolino, Bussolengo, Cavaion Veronese, Lazise, Pescantina và Sant'Ambrogio di Valpolicella.